# Sonata Arctica
Sonata Arctica — финская англоязычная пауэр-метал-группа, образованная в 1996 году в Кеми, Финляндия.

## История группы

### Истоки и альбомEcliptica(1999)
Группа Sonata Arctica была сформирована в 1996 году в Кеми и на тот момент носила название Tricky Beans. Группа выпустила три демо под этими названиями: Friends Till the End, Agre Pamppers и Demo 3. В 1997 они сменили своё название на Tricky Means и перешли от хард-рок-звучания к звучанию в стиле пауэр-метал, вдохновившись творчеством финской группы Stratovarius.
Первое демо группы Tricky Means носило название FullMoon и было записано в Tico Tico Studio в Кеми. Позже именно оно попалось на глаза её владельцу Ахти Кортелайнену. Демо было наполнено быстрым мелодичным звучанием в стиле пауэр-метал и чистым вокалом. Ахти Кортелайнен был настолько впечатлён, что отправил его на лейбл Spinefarm Records, где впоследствии был выпущен первый альбом группы, которая в 1999 снова сменила название. Так появилась Sonata Arctica.
Летом 1999 года вышел первый сингл Sonata Arctica — «UnOpened», содержавший в себе заглавный трек и песню Mary Lou. По случайности в первый раз сингл поступил в магазины ошибочно записанным в замедленном режиме, поэтому позже последовал его перевыпуск. Первый альбом группы, Ecliptica, был выпущен вскоре после релиза этого сингла сначала в Финляндии, а затем с большим успехом на международном уровне.
Позже вокалист группы Тони Какко решил сосредоточиться на пении, оставив игру на клавишных. Это привело к тому, что в группе появился новый участник — клавишник Микко Хяркин.
В 2000 году Sonata Arctica была выбрана из 32 групп в качестве группы-поддержки для европейского тура Stratovarius с Rhapsody. Этот тур вывел Sonata Arctica на новый уровень и привлёк к ним ещё больше поклонников. После окончания тура они выпустили мини-альбом под названием Successor с неизданными ранее треками, обложкой и концертными записями, чтобы подогреть интерес поклонников перед релизом нового альбома.
Летом 2000 года басист Янне Кивилахти покинул группу по личным причинам, так к группе вновь присоединился её бывший участник Марко Паасикоски, на этот раз взявшись за бас-гитару, вместо гитары.

### Silence(2001) иSongs of Silence(2002)
Не теряя момента, группа вернулась в студию для записи своего второго альбома, получившего название Silence, все песни для которого были написаны Тони Какко. На первый сингл «Wolf & Raven» было выпущено музыкальное видео, снятое в Финляндии. Альбом был очень успешным не только в Финляндии, но и в Японии: продажи превысили 30 000 экземпляров за первый год. Благодаря этим рекордным продажам, группа сыграла свои первые четыре концерта в Японии в сентябре 2001 года.
Оставшуюся часть года группа принимала участие в различных финских и европейских шоу, дебютом в которых стало выступление на знаменитом немецком фестивале Wacken Open Air. После успешных выступлений в Японии Sonata Arctica отправилась в тур с группами Gamma Ray и Vanishing Point, охвативший 12 стран и включавший в себя 28 концертов. Во время гастрольного тура группа выпустила свой второй сингл — «Last Drop Falls». Релиз прозвучал не только в родной Финляндии, но и в Европе, а первый альбом группы Ecliptica был номинирован на премию Emma (финский аналог Грэмми) в номинации «Лучший хард-рок/хеви-альбом».
2002 год начался для группы с небольшого южноамериканского тура: группа отыграла четыре концерта в Бразилии и ещё два в Чили, где была положительно встречена поклонниками.
Первый концертный альбом, названый «Songs of Silence», был записан во время выступления группы в Токио 4 сентября 2001 года и выпущен в ноябре 2002 года. Европейское и азиатское издания имеют разные обложки, созданные Янне «ToxicAngel» Питкяненом, который впоследствии стал автором всех последующих релизов Sonata Arctica.
Летом 2002 года клавишник Микко Хяркин решил покинуть группу по личным обстоятельствам после последнего концерта в туре. Группа объявила о поиске нового клавишника и получила множество предложений со всего мира. Двух кандидатов Sonata Arctica попросила приехать в Кеми для прослушивания. Вместо того, чтобы судить их только по музыкальным данным, они решили позвать обоих поочерёдно в местный бар и посмотреть, как они поладят с группой. Так в группе появился Хенрик Клингенберг, ранее игравший в прогрессив-метал группах Requiem и Silent Voices.

### Winterheart’s Guild(2003)
Ещё во время поиска нового участника группа начала работать над новым альбомом Winterheart’s Guild вместе с клавишником группы Stratovarius Йенсом Йоханссоном. Йенс играл соло в четырёх песнях, а в остальных звучат партии, записанные Какко.
Хенрик впервые выступил с Sonata Arctica на концерте в Торнио 21 февраля 2003 года. В отличие от Микко, который предпочитал во время концертов остаться на одном месте, Хенрик свободно перемещался по сцене с помощью контроллера клавиатуры и взаимодействовал с другими участниками группы. Энергия и артистизм Sonata Arctica в это время начали набирать обороты.
После небольшого финского тура, устроенного для проб сил Хенрика, группа отправилась в Японию. В это время был выпущен первый сингл с нового альбома — «Victoria’s Secret», незамедлительно добившийся успеха. Быстро набирающая популярность песня добралась сначала до второй позиции в финском чарте, а после переместилась на первую, став самым громким успехом Sonata Arctica в чарте.
Сам альбом Winterheart’s Guild достиг третьей позиции и в течение пяти недель продержался в Топ-10. Вслед за этим успехом последовал ещё один финский тур, охватывающий всю страну и включающий участие группы в фестивалях. Sonata Arctica открывала Sweden Rock Festival, играла на Nummirock, Hungary’s Sziget Festival и второй раз приняла участие в Wacken Open Air.
Ещё один сингл из альбома Winterheart’s Guild и EP был выпущен в конце 2003 года. Он получил название «Broken» и включал в себя одноимённую композицию и ещё два трека, записанных в тот момент, когда Хяркин ещё был в группе. EP в японском издании получил название Takatalvi и включал в себя треки из EP Successor и несколько концертных записей.
Winterheart’s Guild стал последней работой группы с Spinefarm Records. Sonata Arctica заключили контракт со знаменитым немецким лейблом Nuclear Blast. Благодаря этой сделке группа были выбраны для открытия японских шоу Iron Maiden в 2004 году. В это время альбом Winterheart’s Guild был номинирован на премию Emma в номинации «Лучший хард-рок/хеви-альбом».

### Reckoning Night(2004) иFor the Sake of Revenge(2006)
В марте 2004 группа вернулась в Tico Tico Studio, чтобы записать свой четвёртый альбом. В альбоме, получившем в итоге название Reckoning Night, впервые прозвучала совместная игра Тони и Хенрика, сделавшая его звучание более насыщенным.
Сингл «Don’t Say A Word» быстро достиг первой позиции в чартах, укрепив успех Sonata Arctica. Одноимённый EP поднялся до четвёртой позиции, став вторым релизом группы, удерживающимся в Топ-10. Вместо того, чтобы совершать хедлайнерский тур в поддержку Reckoning Night, группа приняла приглашение открывать европейский тур Nightwish. На некоторых концертах присутствовало сразу около 12 000 человек, что дало Sonata Arctica больше известности, чем собственный тур.
В октябре 2004 второй альбом группы, Silence, стал золотым с 15 000 проданных экземпляров. Он стал первым альбомом Sonata Arctica достигшим такого успеха, что группа отметила выступлением в хельсинкском клубе Tavastia. Альбом Reckoning Night так же получил номинацию «Лучший хард-рок/хеви-альбом». Своё первое DVD группа записала в столице Японии Токио.
Sonata Arctica должна была открывать тур Nightwish по США, но в итоге он был отменён. Поэтому группа решила провести короткий тур по США и Канаде, сосредоточившись на восточном побережье, но пообещав провести полноценный тур позже.
Финский тур стартовал в октябре на Хартвалл-аренк в Хельсинки. Группа открывала концерт с Nightwish, которые записывали DVD-диск End of an Era, после чего последовало ещё несколько концертов в Финляндии и в декабре 2005 года альбом Winterheart’s Guild получил статус золотого.
Sonata Arctica выполнила свое обещание вернуться в Северную Америку с обширным туром в начале 2006 года. Турне включало 29 концертов в 28 городах. Во время него альбом Reckoning Night стал третьим релизом Sonata Arctica, получившим золотой сертификат, в итоге достигнув 100 000 проданных копий по всему миру и став самым успешным альбомом группы.
После возвращения из Северной Америки группа продолжили играть концерты в Европе в поддержку недавно выпущенного DVD под названием For the Sake of Revenge. Тур закончился в августе 2006 года после первого в истории фестиваля Sonata Arctica Open Air в их родном городе Кеми.

### Unia(2007)
Группа вернулась в студию для записи своего пятого альбома, попутно принимая участие в записи документального фильма под названием «Songs From the North or Something», который после был показан только на ежегодных фестивалях музыкальных видео в Оулу и Хельсинки в сентябре 2007 года. В это время группе было предложено принять участие в ролевой игре для ПК «Winterheart’s Guild», основанной на идее их альбома. Однако эта идея никогда не продвинулась дальше концепции.
Пятый альбом, Unia, был выпущен в мае 2007, и группа отправилась в тур по Финляндии. Гитарист Яни Лииматайнен не смог принять участие в турне и его место занял Элиас Вильянен, который позже официально присоединился к составу группы всё в том же году, после того, как Яни покинул её.
Sonata Arctica сыграла на несколько летних фестивалей и после впервые отправилась в Мексику, за которой следовало 20-дневное турне по США, в том числе дебютное выступление на фестивале ProgPower в Атланте в сентябре 2007. Sonata Arctica так же открывала тур Epica и Ride the Sky и завершили тур выступлениями в Финляндии и на фестивале Rock Radio Finland.
2008 год стал самым загруженным и полным выступлениями по всему миру годом для Sonata Arctica. Тур начался с США и был продолжен в Великобритании. Группа выступала на фестивалях и снова отыграла на Wacken Open Air для более чем 80 000 человек, а позже вновь отправилась США, но уже совместно с Nightwish. Этот тур был наполнен сложностями по причине того, что группа Nightwish была вынуждена отменить свои концерты из-за болезни вокалистки. Sonata Arctica же решила выступить бесплатно для всех поклонников пришедших на эти концерты. Заполненный год закончился ещё одним европейским туром, где группа выступала с Pagan’s Mind и Vanishing Point. В 2008 Sonata Arctica также впервые отыграла концерты в России.

### The Days of Grays(2009) иLive in Finland(2011)
В начале 2009 года группа вновь вернулась в студию для того, чтобы начать работу над новым, шестым, альбомом. Небольшой праздничный тур, который дала Sonata Arctica в 2009 году, позволил поклонникам услышать несколько новых композиций, которые позже вошли в альбом, получивший название The Days of Grays. Этот альбом стал первым релизом группы, получившим статус золотого в день выхода.
Перед тем, как отправиться в тур по Европе, Sonata Arctica сопроводила DragonForce в туре по США и Канаде. Европейский тур группы открывали Delain и Winterborn.
Новый год начался с того, что группа сыграла свои первые концерты в Австралии, позже выступив в Китае, Тайване, Японии, а после вернулись в Россию и Финляндию, а затем выступив в США]с группами Power Glove и Mutiny Within.
Запись концерта для DVD в Милане, Италия, была запланирована на 30 сентября, но была отложена, когда Элиас сломал руку в начале сентября. Идея записать DVD в Италии не оставляла группу, но позже место изменилось на Оулу, Финляндия. Год закончился полной записью южноамериканского тура в комплекте с документальным фильмом, снятым и отредактированным Тони.
Ещё одно европейское турне группы включало в себя специальное двухчасовое шоу в Милане, как подарок поклонникам, которые купили билеты на концерт, который должен был попасть на DVD. DVD-запись концерта в Оулу Live in Finland вышла 11 ноября, таким образом, релиз состоялся 11.11.11.

### Stones Grow Her Name(2012)
В сентябре 2011 года Sonata Arctica снова заперлись в студии, чтобы записать свой седьмой альбом, на этот раз большое внимание уделяя тому, как песни будут звучать на сцене. В итоге альбом получил название Stones Grow Her Name и был выпущен в мае 2012. Это единственный альбом Sonata Arctica, который получил статус золотого ещё в момент предпродаж и сумел достигнуть девятой позиции в Heatseeker Billboard.
После тура по Финляндии и небольшого перерыва группа начала выступления в Европе в ноябре 2012 вместе с Battle Beast и вернулась в Северную Америку в декабре. Видеоролики из обоих туров были сняты Тони Какко и размещенны на YouTube-канале Sonata Arctica, что дало поклонникам возможность увидеть жизнь группы в дороге. В 2013 году группа успешно отыграла концерты в Скандинавии, Великобритании, России, Японии и Латинской Америке, закончив тур выступлениями на летних фестивалях в Европе. В конце тура Марко Паасикоски покинул группу, сославшись на отсутствие дальнейшей мотивации.

### Pariah’s ChildиThe 15th Anniversary(2014)
Сразу после летних фестивалей Sonata Arctica c Паси Кауппиненом, заменившим Марко, начала работу над своим следующим студийным альбомом в сентябре 2013 года. Уже к Рождеству большая часть альбома была готова, а начало января 2014 Sonata Arctica ознаменовала туром, посвящённым 15-летнему юбилею группы. Тур проходил в Финляндии и Латинской Америке и включал в общей сложности 25 выступлений. Сет-лист группы содержал песни, написанные за всю карьеру и длился дольше обычного — около двух часов. После его окончания был выпущен восьмой альбом группы — Pariah's Child.

### A Tribute to Sonata Arctica(2015) иThe Ninth Hour(2016)
2 сентября 2014 года группы объявила о записи альбом A Tribute to Sonata Arctica, участие в котором приняли Xandria, Van Canto, Stream of Passion, Arven, Powerglove, Timeless Miracle и другие. Альбом был одобрен Тони Какко и выпущен 12 сентября 2015 года.
18 декабря 2015 года Sonata Arctica выпустила рождественский сингл «Christmas Spirits».
В феврале 2016 года группа объявила о своих планах начать запись нового альбома и выпустить его в последнем квартале 2016 года. 21 июля Sonata Arctica официально объявила название альбома, представила обложку альбома и дату выпуска на своей странице в Facebook. Девятый студийный альбом, The Ninth Hour, был выпущен 7 октября 2016 года. Название альбома вдохновлено «Девятым часом», описанным в Библии, которое является моментом, когда люди должны жертвовать и раскаяться в соответствии с учениями книги. Обложка изображает утопическое единство технологий и природы.

### Talviyö(2019)
6 сентября 2019 года вышел десятый студийный альбом группы, который получил название Talviyö, что в переводе с финского означает «Зимняя ночь». Альбом записывался с сентября 2018 по май 2019 года.
Первый сингл с альбома «A Little Less Understanding» вышел 21 июня 2019 года. Позднее были выпущены клипы «Cold» и «Who Failed the Most».

## Caleb Saga
Ряд изданных в разное время и на разных альбомах песен группы объединяется в цикл Caleb Saga, рассказывающий историю болезненной любви и сталкинга. В 2018 году Sonata Arctica исполнили состоящую на тот момент из пяти песен сагу на концерте в Финляндии, в 2019 году была издана шестая песня:
... а затем мы продолжаем нашу сагу о Калебе, которая началась с нашего второго альбома и песни [The] End of This Chapter. «Last of the Lambs» — снова одна из тех сталкерских историй. Никто не умирает в конце.Оригинальный текст (англ.)...and then we are continuing with our Caleb Saga, that started with our second album and the song End of This Chapter. The Last of the Lambs is one of those stalker stories once again. Nobody dies in the end.
| №  | Название                                            | Длительность |
| -- | --------------------------------------------------- | ------------ |
| 1. | «The End of This Chapter» (Silence, 2001)           | 7:01         |
| 2. | «Don’t Say A Word» (Reckoning Night, 2004)          | 5:49         |
| 3. | «Caleb» (Unia, 2007)                                | 6:16         |
| 4. | «Juliet» (The Days of Grays, 2009)                  | 5:59         |
| 5. | «Till Death's Done Us Apart» (The Ninth Hour, 2016) | 6:06         |
| 6. | «The Last of the Lambs» (Talviyö, 2019)             | 4:22         |

## Состав группы

### Текущий состав
- Тони Какко (фин. Tony Kakko) — (c 1996) вокал, дополнительные клавишные и акустическая гитара (клавишные на альбомах Ecliptica и Winterheart’s Guild)
- Томми Портимо (фин. Tommy Portimo) — (с 1996) ударные
- Хенрик Клингенберг (фин. Henrik Klingenberg) — (с 2003) клавишные
- Элиас Вилъянен (фин. Elias Viljanen) — (с 2007) гитара
- Паси Кауппинен (фин. Pasi Kauppinen) — (с 2013) бас-гитара

### Бывшие участники
- Пентти Пеура (фин. Pentti Peura) — (1996—1999) бас-гитара
- Янне Кивилахти (фин. Janne Kivilahti) — (1999—2000) бас-гитара
- Микко Хяркин (фин. Mikko Härkin) — (2000—2002) клавишные
- Яни Лийматайнен (фин. Jani Liimatainen) — (1999—2007) гитара
- Марко Паасикоски (фин. Marko Paasikoski) — (с 2000—2013) бас-гитара

### Приглашавшиеся музыканты
- Raisa Aine — флейта в песне «Letter to Dana»
- Nik Van-Eckmann — голос на альбомах Silence и Reckoning Night
- Mika Niilonen — голос на альбоме Silence
- Mikko Karmila — фортепиано на альбоме Silence
- Тимо Котипелто (фин. Timo Kotipelto) — вокал в конце композиции «False News Travel Fast»
- Renay Gonzalez — женский голос в песне «The End of This Chapter»
- Jens Johansson — соло на клавишных на четырёх песнях альбома Winterheart’s Guild
- Peter Engberg — различные струнные инструменты на нескольких треках альбома Unia
- Куркела, Йоханна — женский голос в двух композициях альбома The Days of Grays

## Дискография

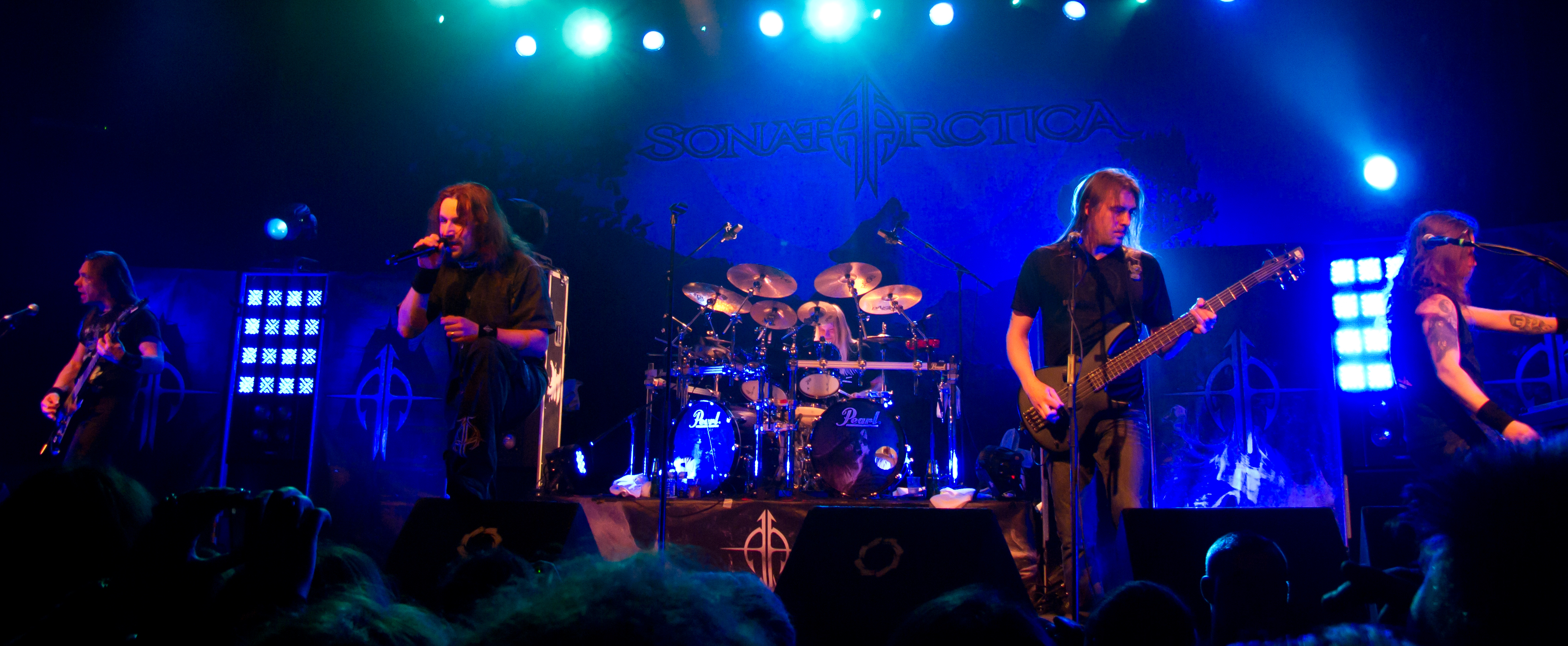
Sonata Arctica в 2011 году

### Студийные альбомы имини-альбомы
| Год выпуска | Название              | Лейбл             |
| ----------- | --------------------- | ----------------- |
| 1999        | Ecliptica             | Spinefarm Records |
| 2000        | Successor (EP)        | Spinefarm Records |
| 2001        | Silence               | Spinefarm Records |
| 2001        | Orientation (EP)      | Spinefarm Records |
| 2003        | Winterheart’s Guild   | Spinefarm Records |
| 2003        | Takatalvi (EP)        | Spinefarm Records |
| 2004        | Don’t Say a Word (EP) | Nuclear Blast     |
| 2004        | Reckoning Night       | Nuclear Blast     |
| 2007        | Unia                  | Nuclear Blast     |
| 2009        | The Days of Grays     | Nuclear Blast     |
| 2012        | Stones Grow Her Name  | Nuclear Blast     |
| 2014        | Pariah’s Child        | Nuclear Blast     |
| 2016        | The Ninth Hour        | Nuclear Blast     |
| 2019        | Talviyö               | Nuclear Blast     |
| 2024        | Clear Cold Beyond     | Atomic Fire       |

### Концертные альбомы и сборники
| Год выпуска | Название                                   | Лейбл             |
| ----------- | ------------------------------------------ | ----------------- |
| 2002        | Songs of Silence (Концерт)                 | Spinefarm Records |
| 2005        | The End of This Chapter (Сборник)          | Spinefarm Records |
| 2006        | For the Sake of Revenge (Концерт и DVD)    | Nuclear Blast     |
| 2006        | The Collection 1999-2006 (Сборник)         | Spinefarm Records |
| 2011        | Live In Finland (Концерт и DVD)            | Nuclear Blast     |
| 2022        | Acoustic Adventures – Volume One (Сборник) | Atomic Fire       |
| 2022        | Acoustic Adventures – Volume Two (Сборник) | Atomic Fire       |

### Синглы
| Год выпуска | Название                      |
| ----------- | ----------------------------- |
| 1999        | «UnOpened»                    |
| 2001        | «Wolf & Raven»                |
| 2001        | «Last Drop Falls»             |
| 2003        | «Victoria’s Secret»           |
| 2003        | «Broken»                      |
| 2004        | «Don’t Say A Word»            |
| 2004        | «Shamandalie»                 |
| 2006        | «Replica 2006»                |
| 2007        | «Paid In Full»                |
| 2009        | «The Last Amazing Grays»      |
| 2012        | «I Have A Right»              |
| 2013        | «Alone In Heaven»             |
| 2014        | «The Wolves Die Young»        |
| 2014        | «Cloud Factory»               |
| 2014        | «Love»                        |
| 2015        | «Christmas Spirits»           |
| 2016        | «Closer to an Animal»         |
| 2019        | «A Little Less Understanding» |

### Демо
- Friend ’till the End (1996)
- Agre Pamppers (1996)
- PeaceMaker (1997)
- FullMoon (1999)

### Клипы
| Год выпуска      | Название                  |
| ---------------- | ------------------------- |
| 2001             | «Wolf & Raven»            |
| 2003             | «Broken (live)»           |
| 2004             | «Don’t Say a Word»        |
| 2007             | «Paid in Full»            |
| 2009             | «Flag In The Ground»      |
| 23 апреля 2012   | «I Have A Right»          |
| 27 августа 2012  | «Shitload of Money»       |
| 11 сентября 2013 | «Alone In Heaven»         |
| 2014             | «Love»                    |
| 24 сентября 2016 | «Life»                    |
| 2019             | «Who Failed The Most»     |
| 2019             | «Cold»                    |
| 2022             | «For The Sake Of Revenge» |

### Каверы

#### В релизах
- «Fade to Black» — Metallica («Victoria’s Secret», «Takatalvi»)
- «Wind Beneath My Wings» — Bette Middler («Orientation»)
- «Die With Your Boots On» — Iron Maiden («Last Drop Falls», «Orientation»)
- «World in My Eyes» — Depeche Mode («Don’t Say a Word»)
- «Two Minds, One Soul» — Vanishing Point («Don’t Say a Word»)
- «Still Loving You» — Scorpions («Successor», «Takatalvi»)
- «I Want Out» — Helloween («Successor», «Takatalvi»)
- «Out in the Fields» — Гэри Мур («Paid In Full»)

#### Исполнявшиеся только вживую
- «Silent Jealousy» — X Japan
- «Crash & Burn» — Ингви Мальмстин
- «Excuse Me While I Kill Myself» — Sentenced
- «I Was Made for Lovin’ You» — Kiss
- «Smoke on the Water» — Deep Purple
- «Gaston y’a l’téléfon qui son» — Nino Ferrer
- «One» — Metallica
- «Black Diamond» — Stratovarius
- «We Will Rock You» — Queen